# Peucedanum besserianum
Peucedanum besserianum är en flockblommig växtart som beskrevs av Dc. Peucedanum besserianum ingår i släktet siljor, och familjen flockblommiga växter. Inga underarter finns listade i Catalogue of Life.